# Irena Domańska
Irena Domańska (ur. 9 lipca 1903 w Warszawie, zm. 28 stycznia 1985 tamże) – polska lekarka, działaczka partyjna i państwowa.

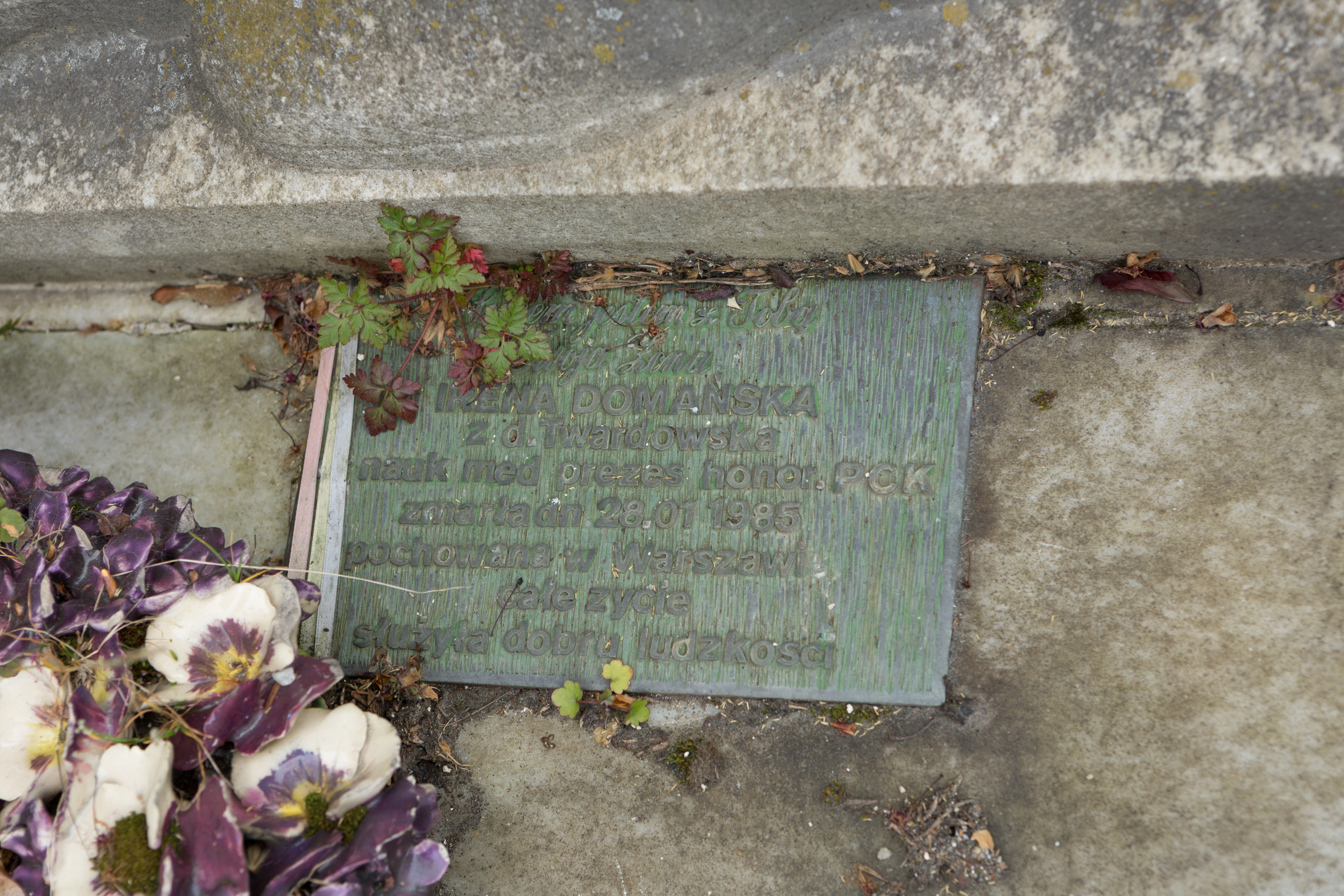
Symboliczne upamiętnienie Ireny Domańskiej na cmentarzu Père-Lachaise

## Życiorys
Urodziła się w rodzinie Stefana Twardowskiego (1874–1955) i Jadwigi z Radzimińskich (1882–1919). Miała dwie siostry: pierwsza-najstarsza żyła półtora miesiąca i Jadwigę (1919–1981) oraz dwóch braci: Tadeusza (1906–1940), porucznika rez., zamordowanego w Katyniu i Wacława (1908–1989). Ukończyła studia medyczne w Strasburgu. Od 1923 była działaczką ruchu robotniczego, należała kolejno do: KPP, FPK, PPR i od 1948 PZPR. W końcu lat 30. razem z mężem ochotniczo pojechali do Hiszpanii by walczyć w XIII Brygadzie Międzynarodowej dowodzonej przez członka KPP Bolesława Mołojca.
W okresie II wojny światowej działała we francuskim ruchu oporu. Do 1947 była delegatem PCK na Francję.
Po powrocie do kraju była działaczką polskiego i Międzynarodowego Czerwonego Krzyża. W latach 1955–1970 i ponownie 1974–1979 była prezesem PCK, w latach 1970–1974 wiceprezesem, a od 1979 honorowym prezesem. Dyrektor Państwowego Zakładu Higieny w Warszawie.
W latach 1953–1956 była posłanką na Sejm PRL I kadencji. Od 1962 był członkiem Ogólnopolskiego Komitetu Pokoju.
Była żoną Stanisława Domańskiego, też lekarza, działacza Komunistycznej Partii Polski, który zginął w czasie hiszpańskiej wojny domowej.
Zmarła w Warszawie, pochowana na cmentarzu Powązkowskim w Warszawie (kwatera 234-1-13,14).

## Ordery i odznaczenia
- Order Sztandaru Pracy II klasy (22 lipca 1950)[5]
- Krzyż Komandorski Orderu Odrodzenia Polski
- Krzyż Oficerski Orderu Odrodzenia Polski (24 listopada 1947)[6]
- Krzyż Kawalerski Orderu Odrodzenia Polski
- Medal „Za waszą wolność i naszą” (1966)[7]
- Medal 10-lecia Polski Ludowej (13 stycznia 1955)[8]
- Złoty Znak Związku Ochotniczych Straży Pożarnych (1966)[9]
- Medal Międzynarodowego Czerwonego Krzyża im. Henri Dunanta